# زیبارو (فیلم ۲۰۱۴)
زیبارو (به هندی: Khoobsurat) فیلمی محصول سال ۲۰۱۴ و به کارگردانی شاشانکا غوش است. در این فیلم بازیگرانی همچون سونام کاپور، فؤاد افضل خان ایفای نقش کرده‌اند.